# 超危暴軍
超危暴軍（ちょうきぼうぐん）は、プロレスリング・ノアの興行において活動するプロレスラーのチームである。2014年1月5日結成。2015年12月24日まで活動した。

## 略歴

### 結成
2014年1月5日、同団体後楽園ホール大会にて、王者KENTAからGHCヘビー級王座を奪還した森嶋猛は試合後、当時加盟していた「BRAVE」のメンバーを呼び寄せたが、孤立していたマイバッハ谷口、みちのくプロレスの拳王が乱入すると、森嶋とともにBRAVEメンバーを攻撃、森嶋はBRAVEを離脱し、新軍団の結成を宣告した。

### 2014年
1月25日、大阪大会にて、森嶋・マイバッハ組でGHCヘビー級タッグ王座を奪還、またNO MECRYを裏切った大原はじめが加入する。軍団名を「超危暴軍」と発表した。
10月12日、横浜大会にて、大原・拳王組でGHCジュニアヘビー級タッグ王座を奪還。

### 2015年
1月10日、北宮光洋が「剛毅朴訥シングル5番勝負 第5戦」で森嶋と対戦し、敗れたが試合後、超危暴軍に加入する。
2月27日、東部フレンドホールにて、自身らの主催興行となる「超危暴軍興行」を開催。
3月15日、ノアの全てのベルトが鈴木軍に流出したのを受け、BRAVE・NO MARCY他ノア全選手団結に参加する。
4月19日、グローバル・タッグリーグ戦2015開幕。マイバッハ谷口は謎の覆面レスラー「マイバッハ2号」と共に出場、また、森嶋・北宮タッグもエントリーしていたが、森嶋が怪我を理由に開幕直前に欠場を発表した。北宮はスペル・クレイジーをパートナーにリーグ戦出場。
4月21日、森嶋が糖尿病を理由にレスラー引退を発表した。
12月24日、鈴木軍との対戦にノア陣営が一致団結して対抗していくため、丸藤副社長よりノア内の全ユニットを解体する意向が発表された。これによって超危暴軍も解散となる。

## メンバー
- マイバッハ谷口（結成 - ）
- 拳王 （結成 - ）- 2代目リーダー
- 大原はじめ（2014年1月25日 - ）
- 北宮光洋（現マサ北宮） （2015年1月10日 - ）

### サポートメンバー
- マイバッハ2号 - グローバル・タッグ・リーグ戦2015にマイバッハ谷口とともに出場。正体は非公開。
- スペル・クレイジー - 森嶋の引退に伴い、グローバル・タッグ・リーグ戦2015に北宮光洋とともに出場。
- マイバッハ・ブルージャスティス
- マイバッハ・ドン

## 元メンバー
- 森嶋猛（結成 - 2015年4月21日　引退、12月28日に「契約期間満了」と発表があった） - 初代リーダー・首領

## 獲得王座

### シングル王座
GHCヘビー級王座
- 森嶋猛 - 20代（2014年1月5日 - 2月8日）

### タッグ王座
GHCタッグ王座
- 森嶋猛&マイバッハ谷口 - 30代（2014年1月25日 - 5月31日）

GHCジュニアヘビー級タッグ王座
- 大原はじめ&拳王 - 23代（2014年10月12日 - 2015年3月15日）

日テレG+杯争奪ジュニアヘビー級タッグ・リーグ戦
- 拳王&大原はじめ -（第8回）2014年 優勝